# 森の川

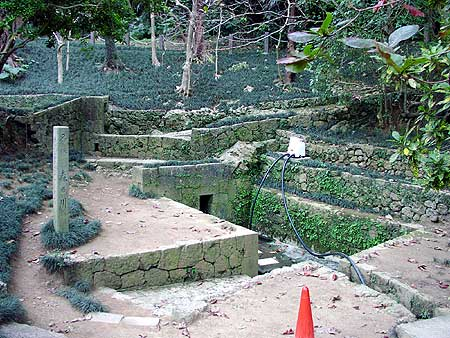
森の川

森の川（もりのかわ、ムイヌカー）は、沖縄県宜野湾市真志喜の森川公園内にある湧水。絶えず水が湧き出る清泉であり、沖縄県の名勝に指定されている。また拝所（うがんじょ、信仰の対象）ともなっている。「カー」は琉球語（琉球方言）で河川ではなく泉の意味である。
1372年琉球の時代、中山の王として公式に初めて中国の明と外交関係を持った察度が、碑文に記されている。察度は、「森の川」で出会った奥間大親と天女の間に生まれたとされ、その田畑には金銀が溢れていた伝えられる。